# Galumna unica
Galumna unica är en kvalsterart som beskrevs av Sellnick 1923. Galumna unica ingår i släktet Galumna och familjen Galumnidae. Inga underarter finns listade i Catalogue of Life.